# Вставай, Україно!
«Встава́й, Украї́но!» — акція протесту проти президента України Віктора Януковича, організована опозиційними партіями ВО «Свобода» та ВО «Батьківщина». 15 березня до акції долучилися опозиційна партія УДАР. Протести в рамках «Вставай, Україно!» відбулася у всіх обласних центрах України.
Розпочалася акція 14 березня 2013 року маршем у Вінниці, в якому за різними оцінками взяли участь від 2 до 10 тисяч осіб. Завершитись мала 18 травня 2013 року, на День Європи, у Києві масштабним маршем, але була продовжена до 24 серпня, Дня Незалежності України.

## Мета акції
12 березня з приводу початку всеукраїнської акції «Вставай, Україно!» Олег Тягнибок, лідер Всеукраїнського об'єднання «Свобода», на спільній прес-конференції з Арсенієм Яценюком, заявив: «разом з народом ми домагатимемося імпічменту Януковича та усунення бандитського режиму від влади». Також він висловив тезу, що «сила народу має застерегти владу від антиукраїнських, антинародних дій, які режим міг собі дозволити раніше. Вулиця має тиснути на владу».

## Зміна формату акції
Народний депутат, член фракції «Батьківщина» Арсен Аваков в ефірі «5 каналу» заявив, що після послання Юлії Тимошенко опозиція змінила формат акції «Вставай, Україно!»: депутати більше працюють з громадянами, а мітинги — результативна частина цієї роботи. Зараз опозиція трохи змінила формат акції «Вставай, Україно!» і йде до людей. Перед акцією тепер ми проробляємо зовсім іншу роботу — виїжджають депутати, ми працюємо. Акції — лише вістря списа, зараз, це результуюча частину роботи і так буде далі

## Перебіг акції в різних містах

### Вінниця

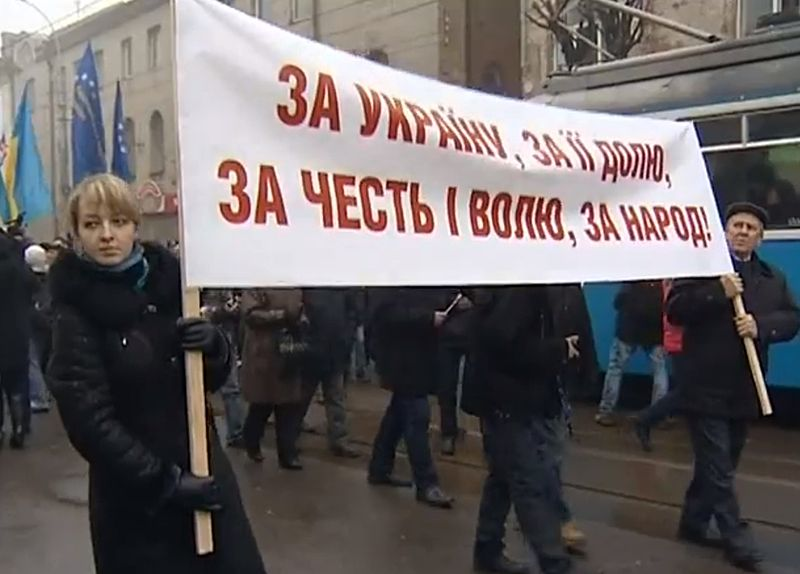
Акція «Вставай, Україно!» у Вінниці.

14 березня 2013 року у Вінниці розпочався марш, який став першим мітингом в рамках акції «Вставай, Україно!». За інформацією організаторів у мітингу взяли участь близько 10 тисяч осіб, за даними вінницьких правоохоронних органів — близько 2 тисяч осіб. Акцію протесту очолили лідери опозиційних партій ВО «Свобода» Олег Тягнибок та ВО «Батьківщина» Арсеній Яценюк. Лідер партії «Удар» Віталій Кличко участі у мітингу не брав. Акція відбулася під гаслами відставки режиму Януковича і проведення дострокових президентських і парламентських виборів.

### Ужгород
15 березня незважаючи на надзвичайно складні погодні умови відбувся мітинг в Ужгороді. В події взяло участь близько 3 тисяч людей .

### Львів

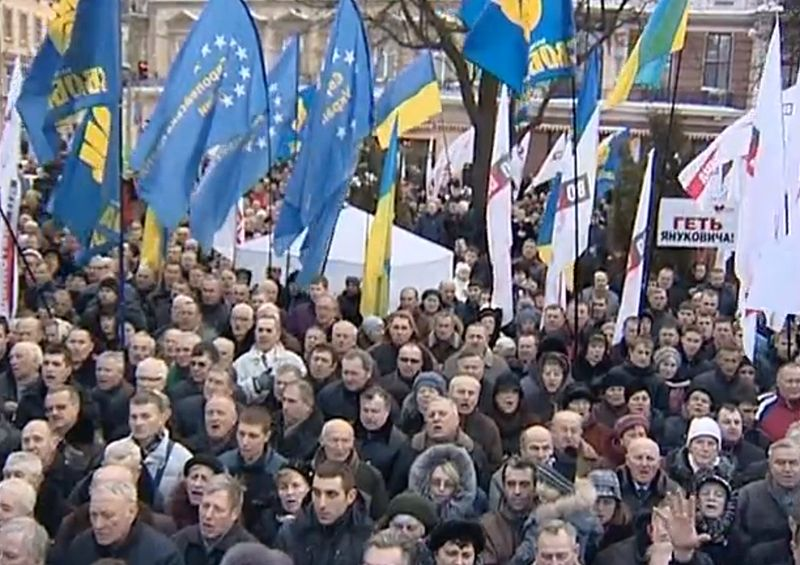
Акція «Вставай, Україно!» у Львові.

16 березня у Львові, незважаючи на складний стан доріг і непогоду, акція «Вставай, Україно!» продовжилася протестним маршем, що відбувся вулицею Словацького до вулиці Дорошенка у напрямку пам'ятника Тарасові Шевченку на проспекті Свободи. На чолі колони протестувальники несли великий транспарант із зображенням провідників ОУН-УПА Степана Бандери, Романа Шухевича, Євгена Коновальця. За ними несли полотнище Державного прапора України розміром 15 на 10 метрів. Мітинг біля пам'ятника Шевченку розпочався з молитви «Отче наш». Місцевий священик закликав усіх боротися за Україну. За словами організаторів кількість учасників сягнула 10 тисяч  [Архівовано 20 березня 2022 у Wayback Machine.], однак міліція нарахувала втричі менше людей.
У Фронті змін звинуватили правоохоронців у блокуванні виїзду автобусів з районів Львівської області на акцію до Львова 16 березня.
Партія регіонів заявила про вручення депутату Верховної Ради Арсенію Яценюку кошика з капустою жителем Львова на ім'я Василь під час маршу «Вставай, Україно!» у Львові.

### Івано-Франківськ
28 березня 2013 року в Івано-Франківську відбулася акція «Вставай Україно!». Акція почалася біля пам'ятника Іванові Франку, звідки демонстранти колоною на чолі з головою фракції «Батьківщина» Арсенієм Яценюком, головою фракції УДАР Віталієм Кличком та головою фракції «Свобода» Олегом Тягнибоком пішли до Вічевого майдану, де відбувся мітинг.
Організатори на мітингу нарахували близько 10 тисяч учасників, кореспонденти місцевих ЗМІ — понад 5 тисяч, а правоохоронці — 3 тисячі.

### Тернопіль
29 березня мітинг протесту в рамках акції «Вставай, Україно!» був проведений в Тернополі. Акція супроводжувалася пішою ходою і «громадським вічем» біля пам'ятника Степану Бандері у парку Тараса Шевченка. За деякими даними в акції взяло участь 10-12 тис., за інформацією УНІАН — 10 тис. осіб, МВС нарахувало від 1,5 до 4 тис. мітингувальників. Попередньо облдержадміністрація через суд намагалась заборонити проведення акції. За повідомленнями ЗМІ проведенню акції намагались перешкодити також залякуючи автоперевізників області, погрожуючи їм позбавленням ліцензії.
За повідомленням прес-служби Тернопільської обласної організації ВО «Свобода» учасники маршу у Тернополі вимагали усунути від влади кримінально-олігархічний українофобський режим Януковича.
Крім Олега Тягнибока і Арсенія Яценюка, у марші також взяли участь народні депутати-свободівці Олексій Кайда, Олег Сиротюк, Михайло Головко, Олег Гелевей, Валерій Черняков, міський голова Тернополя, «свободівець» Сергій Надал та депутати місцевих рад від опозиційних сил. Лідер УДАРу Віталій Кличко не приєднався до акції у Тернополі через хворобу. Дорогою учасники акції скандували «Бандера, Шухевич — Герої України!», «Бандитам — тюрми!», «Революція!», «Януковича — геть!», «Україна понад усе!», «Банду — геть!». Попереду колони протестувальники тримали плакати з написами: «Вставай, Україно, сьогодні — національна революція завтра!», «Бандера, Шухевич — наші герої, вони воювали за нас із тобою!», «Ми — на своїй, Богом даній землі!», «Слава героям УПА!», «Зупинимо диктатуру!». Крім того у Тернополі до акції приєдналась Українська народна партія на чолі з головою обласного осередку партії Володимиром Болєщуком.

### Чернівці
30 березня в Чернівцях відбувся марш опозиції в рамках загальнонаціональної акції «Вставай Україно!». За інформацією правоохоронців в марші взяло участь близько 1,5 тисячі чоловік. Прес-служба ВО «Батьківщина» повідомляє про семитисячний марш українців.
На акцію протесту люди прийшли з партійною символікою, прапорами та плакатами «За Україну, за її долю, за честь і волю, за народ!», «Україні волю! Юлі волю!», «За достойну пенсію!», «За справедливу зарплату!», «Чернівцям потрібен мер».

### Житомир
6 квітня 2013 року акція протесту «Вставай, Україно» дісталася Житомира. О 12 годині дня колона мітингувальників рушила від площі Перемоги до майдану Рад, де акція продовжилася промовою. Були присутні Арсеній Яценюк та Олег Тягнибок, а от Віталій Кличко був відсутнім.
За повідомленням прес-служби Батьківщини на майдані Рад біля пам'ятника Корольову зібралися до 10 тисяч жителів області.

### Київ
7 квітня 2013 року відбувся мітинг прихильників опозиції біля пам'ятника Тарасу Шевченку в Києві. На мітингу були присутні представники ВО «Свобода», ВО «Батьківщина», «УДАРу», «Фронту змін», «Конгресу українських націоналістів», Європейської партії.
За інформацією правоохоронців на мітингу в Києві зібралось 3 тисячі мітингувальників. За інформацією представників опозиції зібралось 15-20 тисяч прихильників.
Цього дня акцію «Вставай, Україно!» підтримали також українська громада Чехії в Празі. Там також відбувся мітинг.
Громадська організація «Євро-патруль» проінспектувала кілька учасників мітингу під прапорами Європейської партії. Виявилось, що вони не знають, хто є їх партійним лідером. Розгубилися з відповіддю на питання хто є їх лідером і деякі представники партії «Фронт змін».
Під час акції громадянського протесту в Києві невідомі особи нанесли травми сніжками представницям Партії регіонів Ірині Горіній та Юлії Льовочкіній та представниці Адміністрації Президента Марині Ставнійчук. Представники опозиційних фракцій парламенту заявляють про непричетність до інциденту активістів опозиції. В свою чергу Юлія Тимошенко закликає об'єднану опозицію знайти людей, які напали на депутатів-жінок від Партії регіонів.

### Луцьк
9 квітня 2013 року у Луцьку відбувся опозиційний мітинг «Вставай, Україно!». Учасники акції зібралися на Київському Майдані, звідки рушили до Театрального Майдану. Перед початком мітингу лідери опозиційних партій Віталій Кличко, Арсеній Яценюк та Олег Тягнибок дали короткий брифінг для місцевих журналістів.
За інформацією волинських правоохоронців в мітингу опозиції взяло участь від 600 до 3000 чоловік. Опозиція повідомила про понад 10 тисяч учасників.
Віталій Кличко, щоб встигнути на акції опозиції в Луцьку, оплатив через закордонну фірму брата Володимира чартерний рейс з Гамбурга в аеропорт Рівне.

### Рівне
10 квітня 2013 року у Рівному на вулиці Соборній разом з опозиційними лідерами стартувала чергова (дев'ята) акція опозиції в рамках всеукраїнської акції протесту. Учасники розтягнули величезний прапор України, ходу вулицею Соборною очолили Арсеній Яценюк, Олег Тягнибок і Віталій Кличко. На марші також були присутні обласні та міські опозиційні депутати. У мітингу на Майдані незалежності Рівного лідери трьох опозиційних сил закликали мешканців області до боротьби з нинішньою українською владою, за усунення від влади Президента України Віктора Януковича та уряду прем'єр-міністра України Миколи Азарова. Мітинг завершився виконанням гімну України. За даними опозиції, участь у протестній ході взяли 10 тисяч людей а в мітингу близько 20 тисяч. Міліція заявила про значно меншу кількість мітингувальників: від 1100 до 4000 чоловік.

### Харків
12 квітня площу Рози Люксембург у Харкові, де мала розпочатися хода опозиції, заблокували трамваями, а кінцева точка ходи площа Руднєва — тролейбусами. Також міська влада вдалася до перекриття вулиць і мостів, а судові пристави зачитали мітингувальникам текст заборони проведення акції на площі Р. Люксембург. Опозиція подала в правоохоронні органи заяву про злочин через штучне перешкоджання акції опозиції в Харкові, люди змушені були обходити трамваї й автобуси, які перекривають дороги, а також спиляні на асфальт гілки дерев.

### Полтава
13 квітня 2013 року в Полтаві розпочався 8-тисячний марш у рамках загальнонаціональної акції протесту «Вставай, Україно!». Колона активістів на чолі з головою ВО «Свобода» Олегом Тягнибоком та очільником «Батьківщини» Арсенієм Яценюком рушила від пам'ятника Тарасові Шевченку до Театральної площі.

### Черкаси
25 квітня в Черкасах пройшов черговий марш в рамках акції «Вставай, Україно!».

### Чернігів
26 квітня 2013 року в Чернігові відбулася 5-тисячна акція (за підрахунками опозиції) в рамках загальнонаціональної кампанії «Вставай, Україно!». Чернігівці пройшли Проспектом Миру до Красної площі, де відбулося громадське віче. Марш очолили лідери опозиційних політичних сил — Голова ВО «Свобода» Олег Тягнибок, керівник парламентської фракції ВО «Батьківщина» Арсеній Яценюк та очільник партії «УДАР» Віталій Кличко. Спільно з чернігівцями в акції взяли участь народний депутати від УДАРу- Сергій Аверченко та Оксана Продан та депутати-свободівці Руслан Марцінків, Андрій Міщенко, Валерій Черняков.

### Суми
27 квітня 2013 року в Сумах почалася акція протесту в рамках загальнодержавної кампанії «Вставай, Україно!». Багатотисячна колона сум'ян рухається від Академічного провулка вулицею Петропавлівською. Марш очолили лідери опозиційних політичних партій — Голова ВО «Свобода» Олег Тягнибок, очільник парламентської фракції ВО «Батьківщина» Арсеній Яценюк та керівник «УДАРу» Віталій Кличко.

### Київ
18 травня у Києві пройшла акція в рамках кампанії «Вставай, Україно!».
Прибічники опозиційних політичних сил зібралися на Європейській площі, рушивши дещо згодом на Софійську площу. Лідери опозиції Арсеній Яценюк, Олег Тягнибок і Віталій Кличко підписали спільну декларацію про координацію дій, у якій було зафіксовано рішення підтримати єдиного кандидата від опозиції у другому турі на президентських виборах 2015 року.
За даними правоохоронців, київська акція «Вставай, Україно!» зібрала близько 6,5 тисяч мітингувальників. Самі ж опозиціонери нарахували 20 тисяч учасників.

### Донецьк

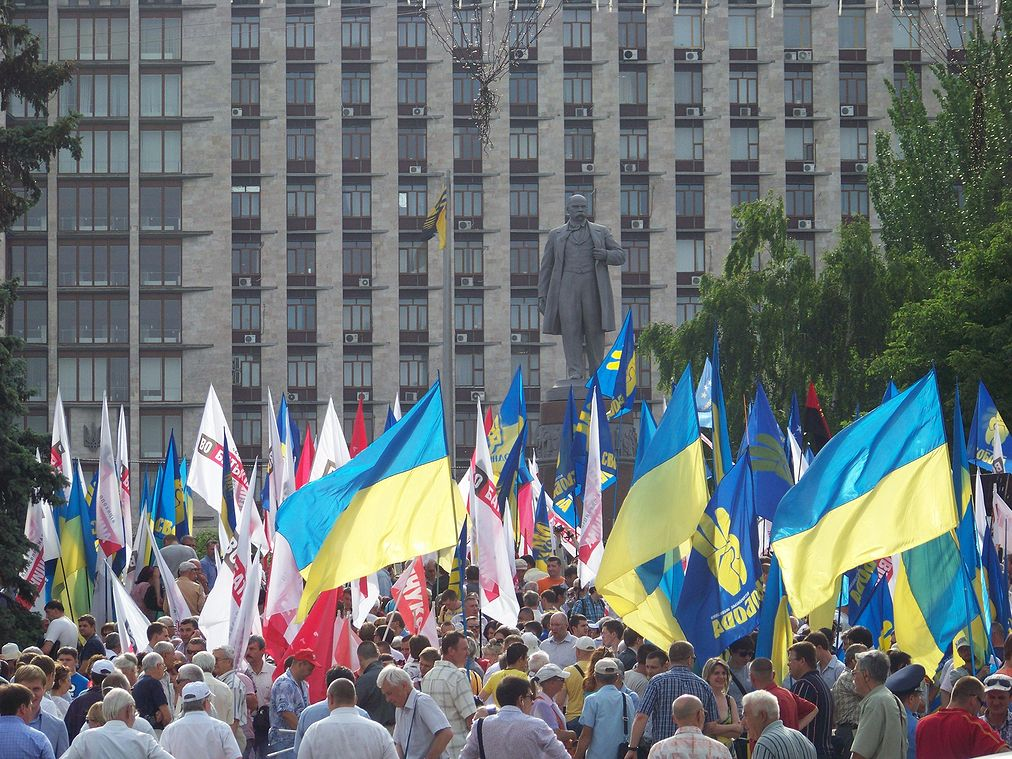
Акція «Вставай, Україно!» у Донецьку.

У місті Донецьку акція «Вставай Україно!» відбулася 31 травня 2013 року. Її організації намагалися перешкодити владні структури, підконтрольні Партії Регіонів. Голова Донецької облдержадміністрації А. Шишацький 27 травня на конференції Донецької обласної організації Партії регіонів заявив, що жителі Донецької області вчинять супротив акції опозиції «як проти фашизму». 28 травня було повідомлено, що біля будинку Донецької облдержадміністрації, де планувалося провести мітинг акції, владою буде влаштовано «Свято морозива», після чого опозицією було прийнято рішення провести мітинг лише біля пам'ятника Т. Шевченку, що розташований неподалік від адміністрації. Радіостанції Донецька за кілька днів до проведення акції без пояснень причин припинили анонсувати акцію опозиції. Представники влади також пропонували не робити ходи. Відомо, що на під'їздах до Донецька затримувалися автобуси з тими, хто їхав на акцію у Донецьк з різних місць Донецької й Луганської областей. Втім, враховуючи свій негативний досвід з перешкоджання Акції у Києві 18 квітня 2013 року і зважаючи на резонанс подій і критику влади, влада не вчинила відкритих демаршів під час акції у Донецьку. Акція загалом відбулася спокійно й майже без ексесів.
У акції протесту у Донецьку за різними даними взяло участь від 1000 до 4000 людей. Акція почалася о 16 годині на площі біля Театру опери та балету, звідки учасники акції пройшли вулицею Артема до пам'ятника Т. Шевченку, де відбувся мітинг. Біля Театру опери та балету, на початку ходи, один з перехожих здійснив напад на учасника акції від ВО Свобода, поламав держак прапора й наніс поранення. Його було передано у міліцію.
З лідерів опозиції на мітингу були Олег Тягнибок і А. Яценюк. Лідер партї УДАР В. Кличко у акції в Донецьку участі не брав, в цей час він перебував у місті Василькові, де відбувалися вибори мера міста, в яких брав участь кандидат від УДАРу.
Після проведення акції до осередку партії УДАР з ГУМВС України у Донецькій області було направлено листа з проханням надати повні анкетні данні учасників акції протесту від партії УДАР.

### Хмельницький
9 червня відбулась акція «Вставай, Україно!» у Хмельницькому. Прихильники опозиційних сил зібралися на майдані біля кінотеатру імені Шевченка та на чолі з Олегом Тягнибоком та Арсенієм Яценюком рушили ходою до майдану Незалежності, де відбувся мітинг. Кількість учасників заходу, за даними правоохоронців — 1800 осіб, за даними опозиції — 5-8 тисяч осіб.
Журналістам, що висвітлювали подію, обласне управління МВС роздавало спеціальні жилети із написом «Преса».

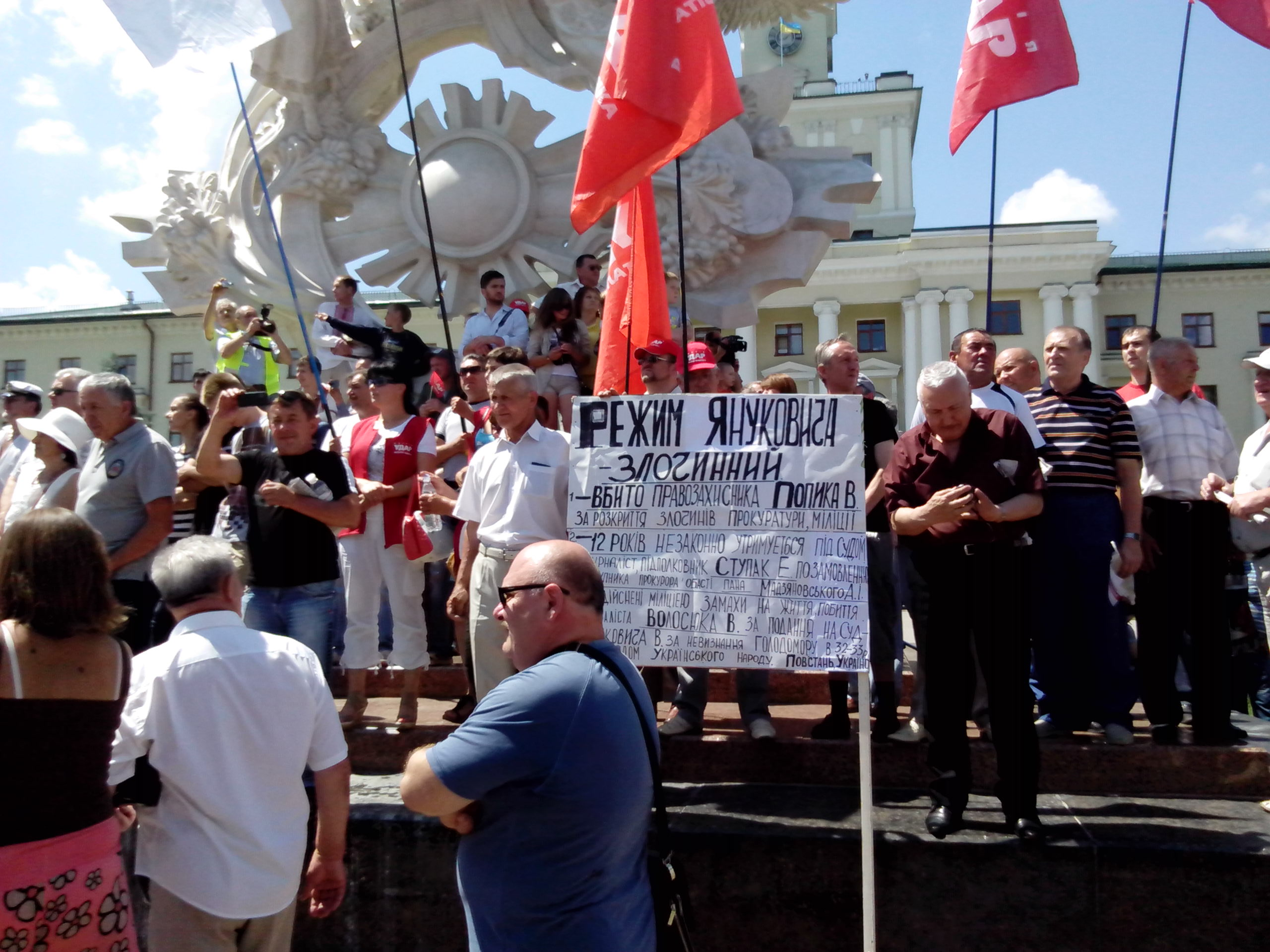
Акція "Вставай, Україно!" у Хмельницькому
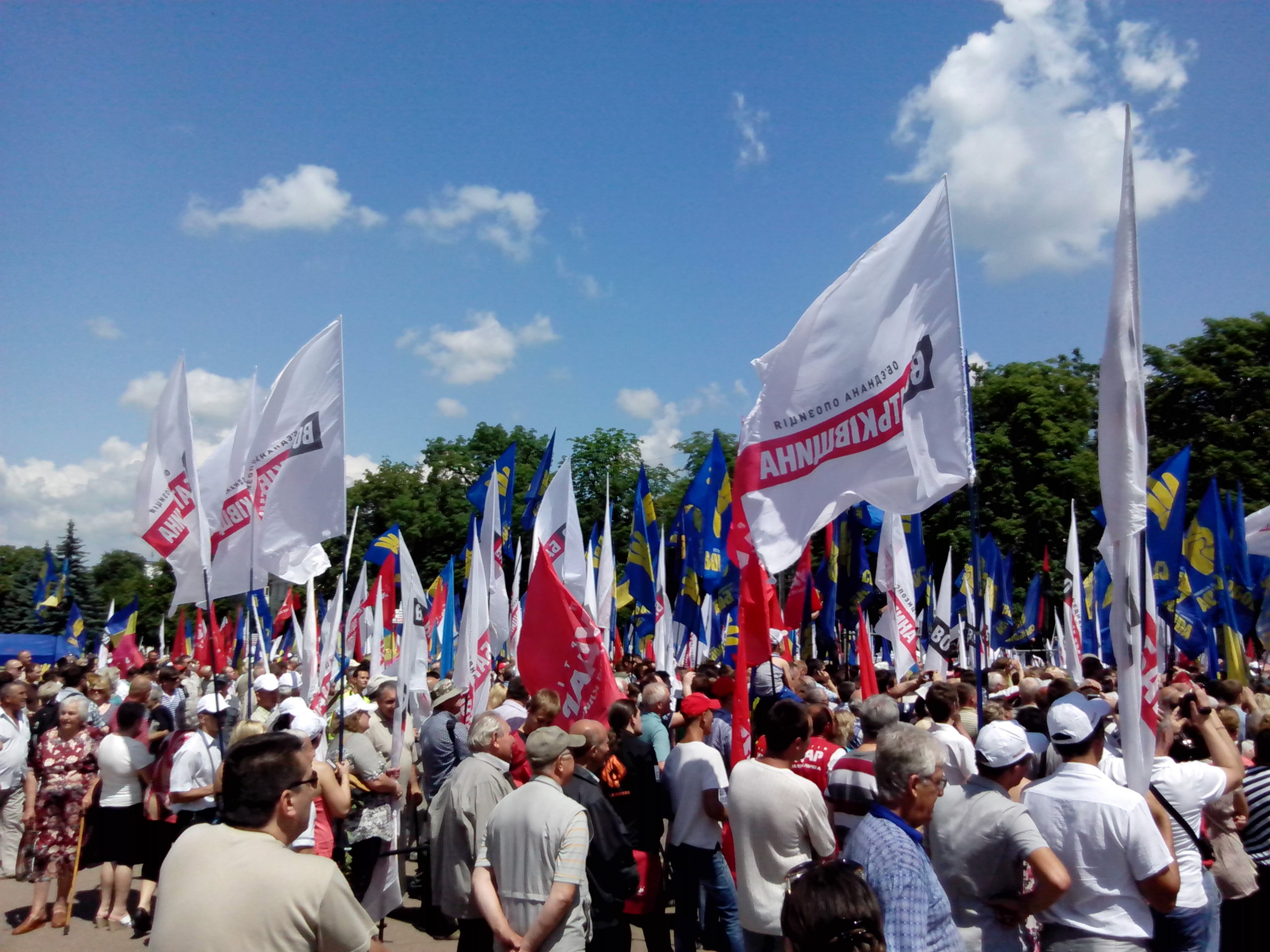
Акція "Вставай, Україно!" у Хмельницькому
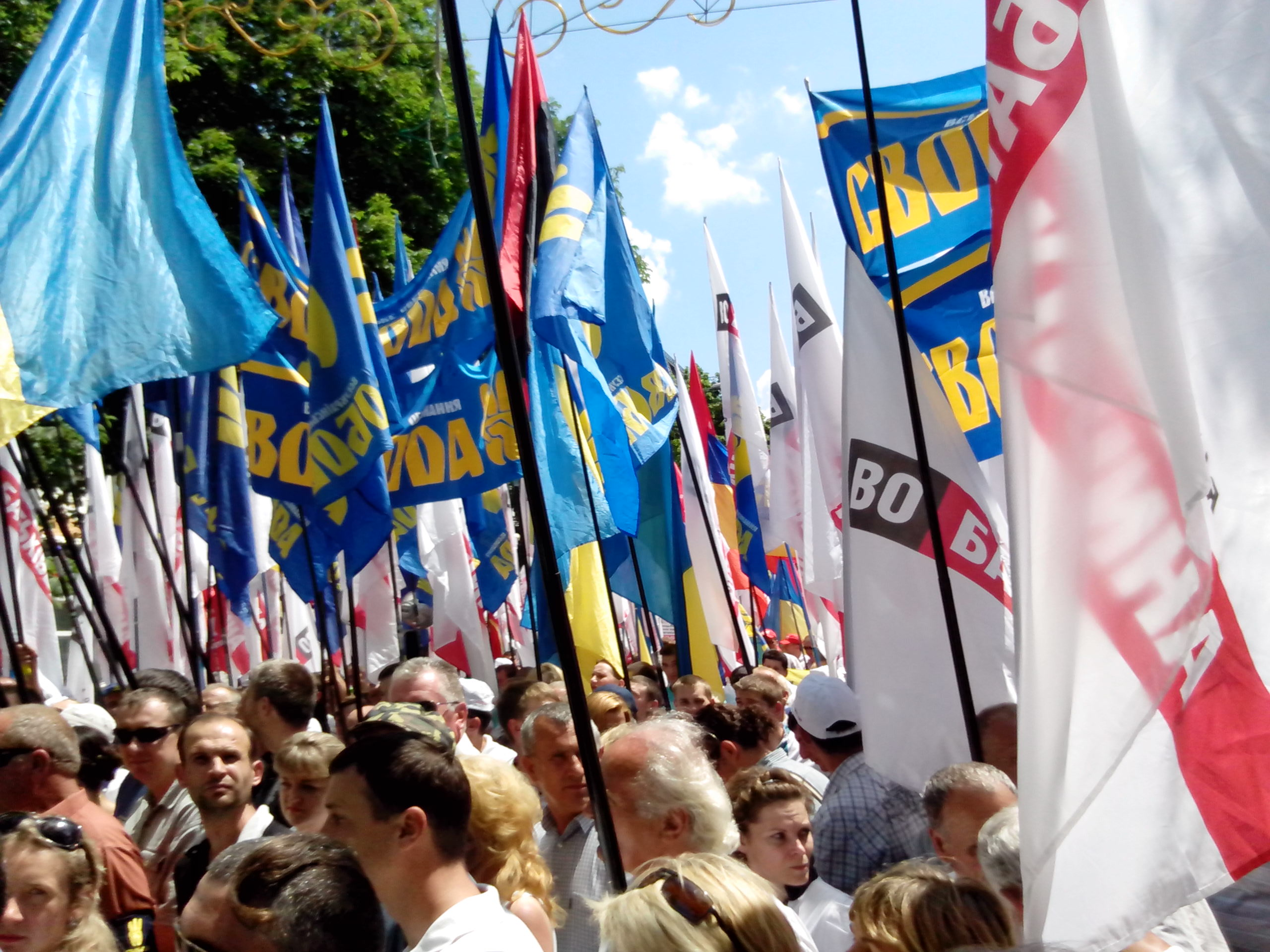
Акція "Вставай, Україно!" у Хмельницькому

## Провокації під час акцій

### Вінниця
Під час мітингу у Вінниці телеведучий каналу ТЕТ Олексій Дурнєв подарував Арсенію Яценюку моркву зі словами: «Ось Вам, Арсеній Петрович символ президентської влади». Яценюк подарунок взяв, правда, при цьому сказав Дурнєву на вухо: «… Шоб я її тобі в ж … не засунув …». Цей факт зафіксував мікрофон камери журналістів, що виразно чутно на відео розміщеному в YouTube. Менше ніж за тиждень відео «Яценюк і морква» набрало майже 95 тис. переглядів на YouTube.
У Вінниці невідомі розклеїли фальшиві листівки, що містили інформацію про перенесення акції «Вставай, Україно!».

### Ужгород
За кілька годин до початку мітингу написав на своїй сторінці у мережі Фейсбук закарпатський правозахисник, громадський діяч Володимир Феськов: «Учора мені дзвонили студенти ужгородського вишу, які проживають в гуртожитках, і повідомляли, що їм пропонують взяти участь у мітингу в рамках загальнонаціональної акції-протесту „Вставай, Україно!“ в Ужгороді. 2 години за 50 гривень під цим снігопадом». Речниця «Фронту змін» Лариса Липкань сказала Радіо Свобода, що ця політична сила за участь в мітингах ніколи не платила. «Радше за усе, це провокації провладних партій», — заявила вона.[Архівовано 18 березня 2013 у Wayback Machine.]

### Чернівці
Під час проведення акції в Чернівцях у центрі міста невідомі підвісили кілька надувних копій героя діснеївських мультфільмів Багза Банні і розвісили плакати з приблизно однаковим змістом: «Кличко — наш президент».[Архівовано 23 травня 2013 у Wayback Machine.] 

### Київ. 18.05.2013
Під час ходи колони опозиції по Михайлівській вулиці перед колоною опозиції виїхав бронетранспортер без номерних знаків в супроводі міліції, на якому були намальовані великі морквини, зверху також була прикріплена велика морквина, а зверху на БТРі сиділи чоловіки у костюмах кроликів.. БТР зупинився попереду колони опозиції і заблокував прохід. При спробі мітингувальників витягти водія на підмогу екіпажу машини підбігла група бритоголових молодиків, які до того були помічені біля сцени на Європейській площі «Антифашистського маршу» Партії регіонів і вчинили бійку, під час якої обидві сторони використовували пляшки з водою і сльозогінний газ. Дещо пізніше ті ж молодики напали і побили журналістів Ольгу Сніцарчук та Влада Соделя. Молодики виявилися організованою групою спортсменів які тренуються на базі спортзалу міжрайонного управління МВС у Білій Церкві, котра заробляє таким чином гроші на різноманітних акціях: брали участь у виселенні київської вчительки Ніни Москаленко з будинку на Печерську та в провокаціях під час виборів до місцевих рад у Василькові, в Боярці, у Вишневому, в Обухові та в Білій Церкві. Пізніше, одного з «спортсменів» сфотографував кореспондент телеканалу Україна серед охорони з'їзду ВО «Батьківщини», що проходив 15 червня в Києві. Через ці напади молодиків пізніше в українській мові з'явилось поняття «тітушки».
Журналісти та політики стверджують, що особа, дуже схожа на міністра МВС Віталія Захарченка з даху готелю «Інтерконтиненталь» та багато міліціонерів на площі просто спостерігали за побиттям журналістів. Голова МВС, за словами Арсенія Яценюка, знаходився на даху готелю «Інтерконтиненталь» разом з начальником МВ МВС Куряковим. Захарченко спростовує ці слова, однак МВС визнало бездіяльність правоохоронців під час сутички і проводить розслідування. Верховна Рада України створила тимчасову слідчу комісію з розслідування фактів нападу на представників ЗМІ 18 травня у Києві. Посольство США зробило заяву щодо подій 18 травня у Києві, в якій висловило своє стурбування нападом на журналістів в ході акції протесту 18 травня у Києві і «показовою бездіяльністю міліції». Міжнародна організація Freedom House висловила стурбованість ситуацією з побиттям журналістів у Києві 18 травня і закликала українську владу до об'єктивного розслідування та покарання винних. Доповідь міністра МВС у Верховній Раді щодо цих подій була розкритикована опозицією та журналістами.

## Реакція суспільства

### Тимошенко про акцію "Вставай, Україно!
Юлія Тимошенко закликала опозицію і владу заявити про взаємне припинення акції «Вставай, Україно!» і так званого «антифашистського» руху і визначити спільний план дій з інтеграції України в ЄС.